# Eptatretus mendozai
Eptatretus mendozai – gatunek bezszczękowca z rodziny śluzicowatych.

## Zasięg występowania
Morze Karaibskie.

## Cechy morfologiczne
Osiąga 45 cm długości. 6 otworów skrzelowych z każdej strony ciała. 77–82 gruczoły śluzowe, 13–15 przedskrzelowych, 5–6 skrzelowych, 45–48 tułowiowych i 12–15 ogonowych.

## Biologia i ekologia
Występuje na głębokości do 720–1100 m.